# Liste des routes nationales en Haïti

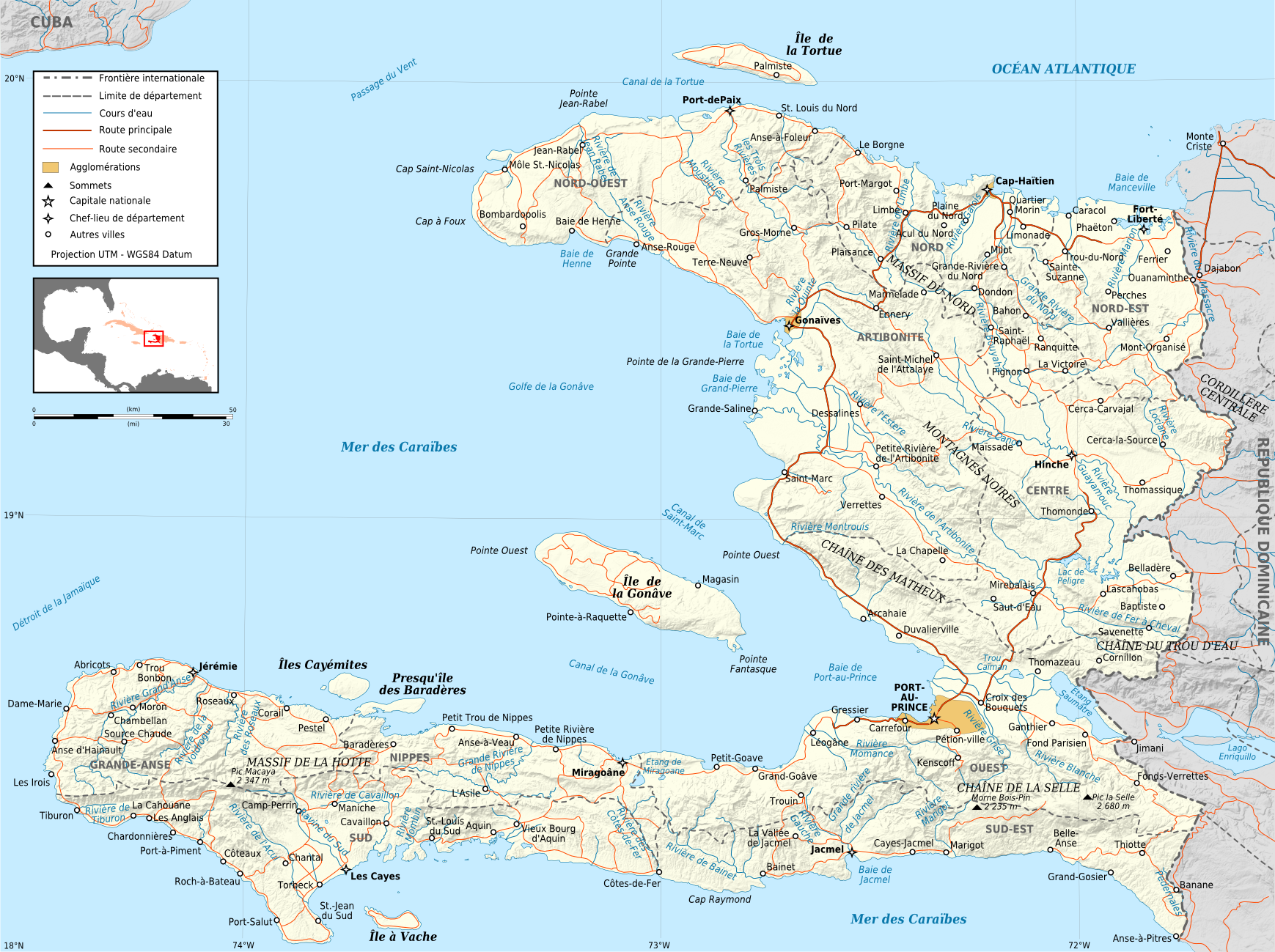
Carte des routes d'Haïti.

Cette page liste les routes nationales en Haïti.

## Routes nationales
| RN        | Villes traversées                                    | Longueur (km) |
| --------- | ---------------------------------------------------- | ------------- |
| RN 1      | Port-au-Prince - Saint-Marc - Gonaïves - Cap-Haïtien | 243 km        |
| RN 2      | Port-au-Prince - Miragoâne - Les Cayes               | 186 km        |
| RN 3      | Port-au-Prince - Hinche - Cap-Haïtien                | 191 km        |
| RN 4      | Jacmel - Léogâne                                     | 44 km         |
| RN 5      | Gonaïves - Port-de-Paix                              | 77 km         |
| RN 6      | Cap-Haïtien - Fort-Liberté                           | 66 km         |
| RN 7      | Les Cayes - Jérémie                                  | 95 km         |
| RN 8      | Croix-des-Bouquets - Ganthier                        | 48 km         |
| Sources,: |                                                      |               |